# Йодид калію (лікарський засіб)
Йоди́д калію застосовується як активна речовина в лікарських препаратах та біологічно активних добавках. Як лікарський засіб використовується при лікуванні гіпотиреоїдизму у випадках радіоактивного опромінення, а також для захисту щитоподібної залози під час використання деяких радіоактивних фармацевтичних препаратів.

## Фармакологічна дія
Фармакологічна дія — що заповнює дефіцит йоду, антитиреоїдна, муколітична, відхаркувальна, протигрибкова, розсмоктує, радіопротективна. При надходженні в організм у фізіологічних кількостях йодид нормалізує порушений через нестачу йоду синтез гормонів щитоподібної залози — трийодтироніну (Т3) та тироксину (Т4), нормалізує показники співвідношення Т3/Т4. У клітинах епітелію фолікула щитоподібної залози під дією тиреопероксидази окислюється до елементарного йоду, який забезпечує йодування тирозинових залишків на бічних ланцюгах молекули тиреоглобуліну з утворенням попередників тиреоїдних гормонів — монойодтирозинів (МІТ) і діт тиреоглобуліну, йодування піддається лише 1/5 частина. Під дією окисних ферментів МІТ та ДІТ конденсуються з утворенням тіронінів, основними з яких є трийодтиронін (Т3) та тироксин (Т4). Комплекс тиреоглобуліну з тиронінами шляхом ендоцитозу переміщається з колоїду до фолікулярної клітини, де депонується. Вивільнення тиреоїдних гормонів у зв'язку з тиреоглобуліном відбувається в апікальній частині тиреоциту за допомогою гідролізу лізосомальними ферментами. В результаті гідролізу тиреоглобуліну вивільняється ряд сполук, у тому числі трийодтиронін та тироксин, а також МІТ та ДІТ. Останні дейодуються всередині залози, і йод, що вивільнився, знову використовується для біосинтезу гормонів.
Введення значного надлишку йодиду (більше 6 мг щодня) при гіпертиреозі за принципом зворотного зв'язку призводить до пригнічення синтезу та вивільнення тиреотропного гормону гіпофізу, інгібує синтез та вивільнення (переважно) тиреоїдних гормонів, можливо за рахунок пригнічення протеоліну . Крім того, йодид зменшує васкуляризацію та розміри щитоподібної залози, ущільнює її тканину, перешкоджає гіперплазії щитоподібної залози та відновлює її розміри у дітей та підлітків.
У пацієнтів з гіпертиреозом швидко викликає ремісію симптомів, у зв'язку з чим великі дози йодиду застосовують при передопераційній підготовці хворих до резекції щитоподібної залози для полегшення тиреоїдектомії (разом з іншими антитиреоїдними засобами) та при тиреотоксичному кризі. Антитиреоїдний ефект йодиду нестійкий — триває лише 2-3 тижні і використовується для тимчасового зниження функції щитоподібної залози.
Радіопротективна дія йодиду зумовлена тим, що він запобігає поглинанню щитоподібною залозою радіоактивних ізотопів йоду та захищає її від дії радіації. При прийомі йодиду калію одночасно з радіаційною дією захисний ефект становить близько 97 %; при прийомі за 12 і 24 год до впливу радіації — 90 % і 70 % відповідно, при прийомі через 1 і 3 години після впливу — 85 % і 50 %, більш ніж через 6 год — ефект незначний.
Відхаркувальна дія пов'язана з тим, що йодид, виділяючись бронхіальними слизовими оболонками, викликає реактивну гіперемію слизової оболонки, сприяє розрідженню мокротиння, у тому числі внаслідок збільшення вмісту в секреті води, посилює функцію миготливого епітелію і підвищує мукоциліарний кліренс.
Є дані про ефективність йодиду при вузлуватій еритемі та грибкових інфекціях.

## Фармакокінетика
Після прийому внутрішньо швидко і повністю всмоктується у тонкій кишці і протягом 2 годин розподіляється у внутрішньоклітинному просторі. Накопичується, головним чином, у щитоподібній залозі (концентрація йодиду понад 500 мкг/г тканини), а також у слинних та молочних залозах, слизовій оболонці шлунка. Добре проникає через плаценту. Виводиться переважно нирками (слідові кількості визначаються у сечі через 10 хв після прийому, 80 % дози виводиться протягом 48 год, решта — протягом 10-20 днів), частково — із секретами слинних, бронхіальних, потових та інших залоз.

## Показання
- Профілактика йододефіцитних захворювань (ендемічний зоб тощо) в областях з дефіцитом йоду, у тому числі у дітей, підлітків, вагітних і жінок, що годують, запобігання рецидиву зоба після резекції щитоподібної залози;[4]
- Лікування зобу та інших йододефіцитних захворювань у дітей (у тому числі новонароджених), підлітків та дорослих;[4]
- Гіпертиреоз, підготовка до резекції щитоподібної залози, тиреотоксичний криз;
- Утруднене відходження мокротиння (запальні захворювання верхніх дихальних шляхів, бронхіальна астма, актиномікоз легень, деякі форми аспергільозу);
- Запобігання поглинанню щитоподібною залозою радіоактивного йоду та захист від певних видів радіації;[5][4]
- Сифіліс (розсмоктування інфільтратів у третинному періоді) — допоміжне лікування;
- В офтальмології: катаракта, помутніння рогівки та склистого тіла, крововилив в оболонки ока, грибкові ураження кон'юнктиви та рогівки;
- У стоматології: запальні захворювання слинних залоз, ксеростомія.

## Протипоказання
Гіперчутливість до йоду, виражена і прихована (для доз, що перевищують 150 мкг/добу) гіперфункція щитоподібної залози, токсична аденома щитоподібної залози, вузловий зоб та інші доброякісні пухлини щитоподібної залози (для доз, що перевищують 300 м) герпетиформний дерматит Дюрінга, туберкульоз легень, нефрит, геморагічний діатез, нефроз, фурункульоз, вугровий висип, піодермія.

### З обережністю
Вагітність, годування груддю.

## Застосування при вагітності та годуванні груддю
Під час вагітності та годування груддю можливе застосування лише у фізіологічних (профілактичних) дозах. Застосування під час вагітності може призвести до пригнічення функції щитоподібної залози (гіпотиреозу) і збільшення її розмірів у плода, а в період годування груддю — до появи висипу та зниження функції щитоподібної залози у новонародженого (при дозах понад 300 мкг.).

## Побічна дія
- З боку органів шлунково-кишкового тракту: нудота, блювання, диспептичні явища, гастралгія, діарея .
- З боку нервової системи та органів чуття: неспокій, головний біль.
- Алергічні реакції: ангіоедема, геморагії на шкірі та слизових, набряк слинних залоз, кропив'янка .
- Інші: зміна функції щитоподібної залози (гіпертиреоз, гіпотиреоз), гіперкаліємія, паротит, йодна токсичність (сплутаність свідомості, нерегулярні серцеві скорочення; оніміння, поколювання, біль або слабкість у руках і ступнях ніг; незвичайна млявість, слабкість або тяжкість; йодизм (при тривалому застосуванні, особливо у високих дозах): печіння в роті або горлі, металевий присмак у роті, підвищене слиновиділення, болючість зубів і ясен, почервоніння кон'юнктиви, набряк повік, риніт, гарячка, артралгія, акне), еозинофілія.

### Передозування
Симптоми гострого передозування: фарбування слизової оболонки порожнини рота в коричневий колір, риніт, бронхіт, гастроентерит, набряк голосових зв'язок, кровотеча з сечовивідних шляхів, анурія, колапс (аж до летального результату). Лікування гострого передозування: промивання шлунка розчином крохмалю (до зникнення синього забарвлення розчину) та 1 % розчином натрію тіосульфату, прийом кашки з борошна, кукурудзяного, картопляного, рисового або вівсяного густого відвару, симптоматична та підтримуюча терапія.

## Взаємодія
Антитиреоїдний ефект посилюють (взаємно) антитиреоїдні препарати. Тиреотропний гормон активує акумуляцію йоду щитоподібною залозою, перхлорат та тіоціанат калію — гальмують. Прийом високих доз йодиду одночасно з калійзберігаючими діуретиками підвищує ризик розвитку гіперкаліємії та аритмії. При одночасному прийомі з інгібіторами АПФ також підвищується ризик гіперкаліємії, з літієм — ризик розвитку гіпотиреозу і виникнення зоба.

## Спосіб застосування та дози
Всередину, після їди, запиваючи достатньою кількістю рідини. Профілактика зоба: в 1 прийом, дорослим та дітям з 12 років — 100—200 мкг/добу, новонародженим та дітям до 12 років — 50-100 мкг/добу, профілактику проводять протягом декількох років, іноді — протягом усього життя; при вагітності та годуванні груддю — 150—200 мкг/добу; профілактика рецидиву зоба після резекції — 100—200 мкг/добу. Лікування зоба: дорослим — 200—600 мкг/добу, новонародженим, дітям і підліткам — 50-200 мкг/добу, курс лікування — 6-12 міс і більше (за рішенням лікаря). Як муколітичний засіб: по 2-3 ст.ложки 1-3 % розчину (0,3-1 г) 3-4 рази на добу. Лікування сифілісу в третинному періоді: по 1 ст. ложці 3 % розчину 3 рази на добу. Як радіопротективний засіб: дорослим та дітям старше 2 років — по 0,125 г 1 раз на добу, дітям до 2 років — по 0,04 г 1 раз на добу. Гіпертиреоз: внутрішньо, по 250 мкг 3 рази на добу. В офтальмології: по 1 краплі 3 % розчину (очні краплі) 3 рази на добу у вигляді кон'юнктивальних інстиляцій, курс — 10-15 днів. У стоматології: внутрішньо, по 1 ст.ложці 0,5-2 % розчину 3 рази на добу протягом 1 міс.

## Запобіжні заходи
До початку лікування необхідно виключити злоякісне ураження щитоподібної залози. З обережністю застосовують у пацієнтів з порушенням функції нирок (необхідний періодичний контроль рівня калію в крові).

## Фізичні властивості субстанції
Безбарвні або білі кубічні кристали або білий дрібнокристалічний порошок гірко-солоного смаку, без запаху. Добре поглинає воду із вологого повітря. Легко розчинний у воді (1:0,75), спирті (1:12), гліцерині (1:2,5).